# Penhagebouw

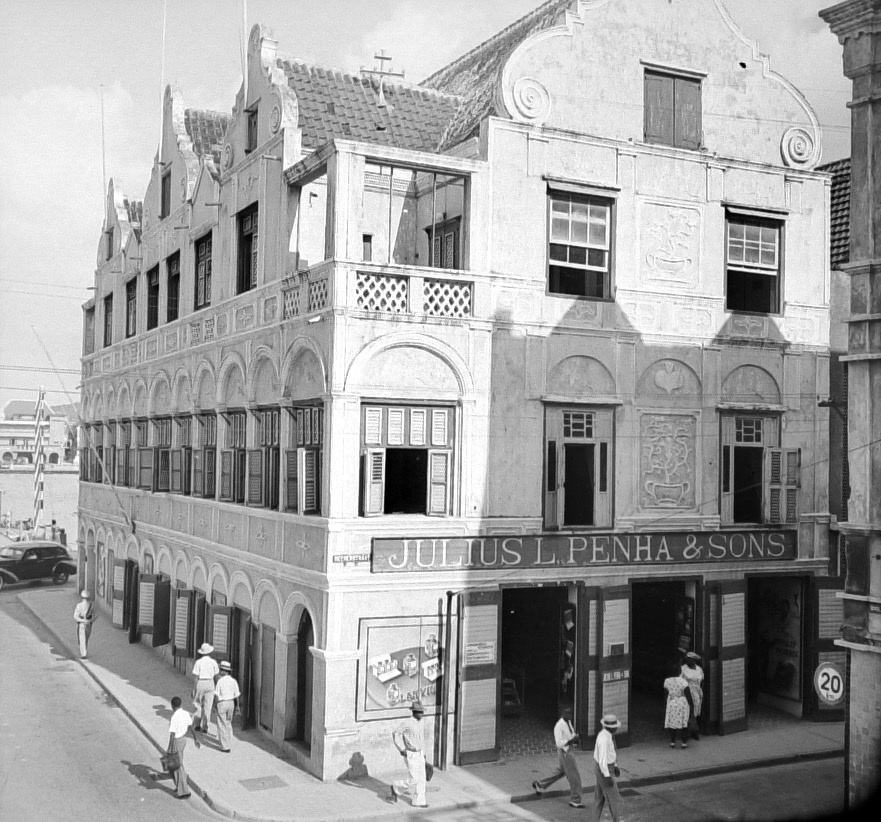
Gebouw gedeeld door de sociëteit en de zaak Julius Penha & Sons (1946)

Het Penhagebouw, ook wel gespeld als Penha-gebouw is een voormalig handelshuis in de binnenstad van Willemstad op Curaçao.
Het pand staat op de hoek van de Breedestraat en de Handelskade in de wijk Punda en werd in het begin van de 18e eeuw gebouwd met Nederlandse bakstenen uit de IJssel-regio. Het werd zowel als pakhuis en als woonhuis gebruikt.
Begin 20e eeuw was er sociëteit 'de Gezelligheid' gevestigd op de bovenverdieping.
Sinds 1997 staat het gebouw als onderdeel van de historische binnenstad op de werelderfgoedlijst van UNESCO.
In 2004 stond het Penhagebouw model voor het 85ste Delfts blauwe huisje van de KLM.